# Шоссе Мак-Мердо — Южный полюс
Шоссе Мак-Мердо — Южный полюс (англ. McMurdo-South Pole highway) — дорога длиной 1450 км в Антарктиде, соединяющая исследовательские станции США Мак-Мердо и Амундсен-Скотт. Дорога была построена путём выравнивания снега и засыпания расселин в леднике. В настоящее время гусеничные машины могут добираться по дороге до Южного полюса за 10 дней. Типичный состав для перевозки персонала состоит из тягача и жилых вагончиков на лыжах. В вагончике есть туалет и спальные места.

Строительные работы начались в конце 2002 года, закончились южным летом 2006—2007 годов. Первый участок длиной в 48 километров был пройден довольно быстро, поскольку шельфовый ледник Мак-Мердо и Антарктическое плато относительно стабильны. Большая часть расселин находится в узкой зоне, где дорога взбирается до 2000 м над уровнем моря — эта часть дороги будет требовать поддержки каждый сезон. Данная секция потребовала от строителей больше времени, чем предполагалось, поскольку шельфовый ледник Росса движется быстрее ледника Мак-Мердо. Далее дорога проходит по леднику Росса и через Трансантарктические горы. 

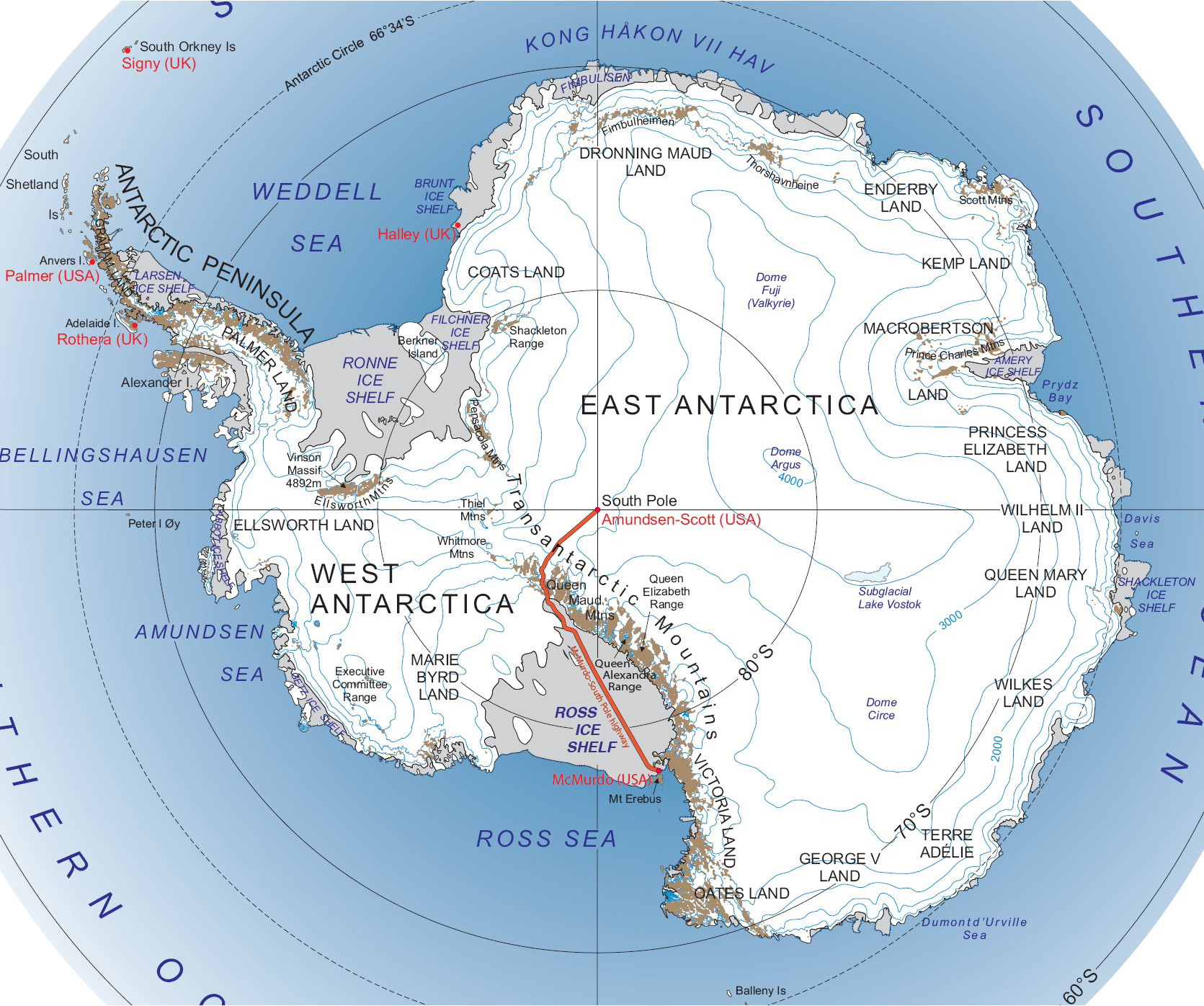
Шоссе на карте Антарктики

Проект стоимостью $12 млн финансируется Национальным научным фондом с целью создания способа более дешёвой транспортировки грузов на Южный полюс. Плохая погода летом в Мак-Мердо иногда ограничивает число возможных полётов для снабжения и доставки научного оборудования.
По дороге возможна доставка тяжёлого оборудования, необходимого для создания канала связи с помощью оптического кабеля между Южным полюсом и французско-итальянской станцией Конкордия, расположенной на краю Антарктического плато. У Конкордии есть постоянная связь с геостационарными спутниками, которые не могут быть использованы с полюса. Станция Амундсен — Скотт в течение нескольких часов в день может использовать старые узкоканальные спутники, срок эксплуатации которых подходит к концу. Дорога является альтернативным путём для прокладки кабеля, но пока неясно, как повлияет на работу кабеля зона разломов.
В пресс-релизе 7 февраля 2006 года NSF отчиталась о первых 110 тоннах груза, успешно доставленных по шоссе на Южный полюс.

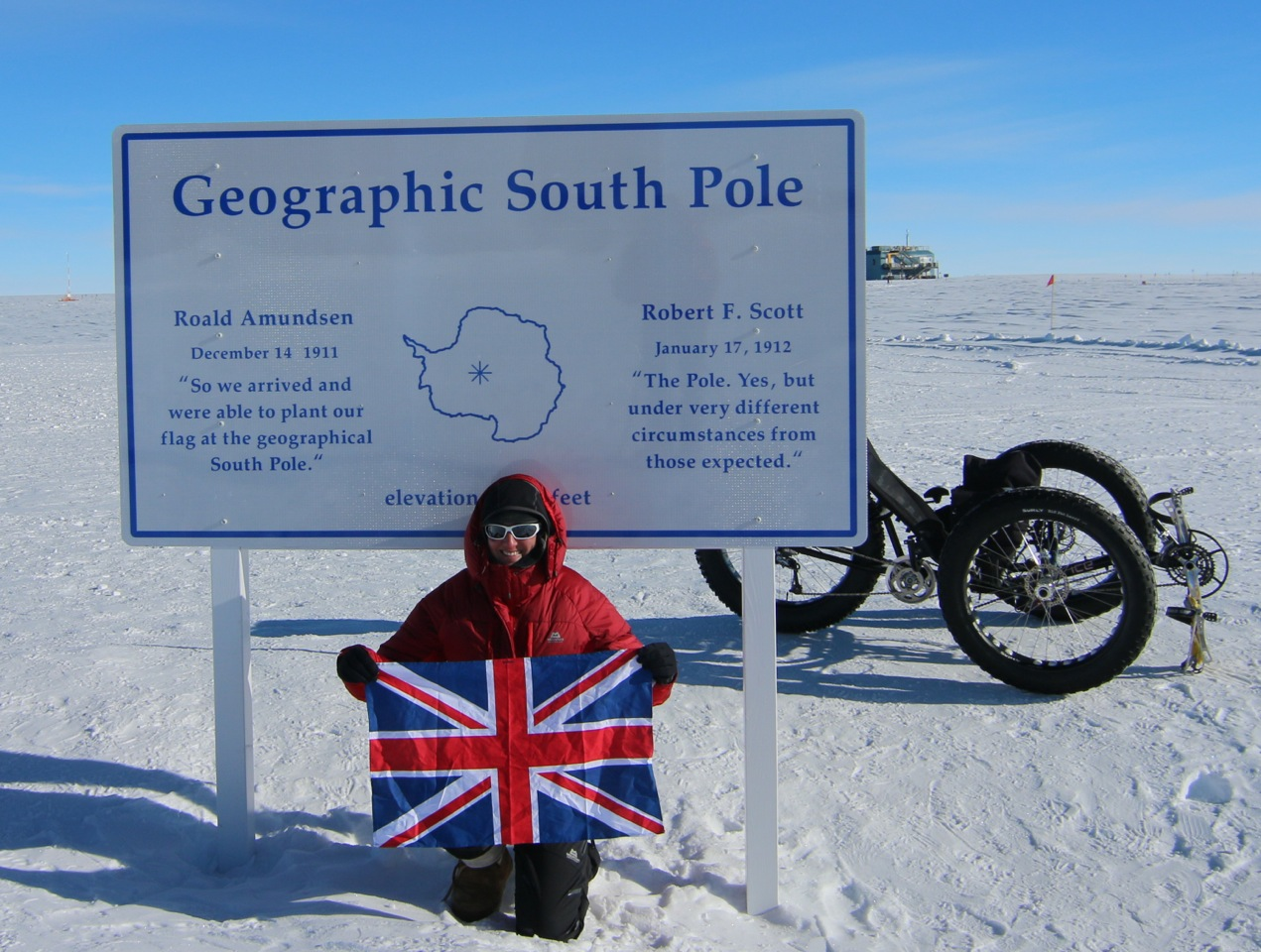
Мария Лейерстам на Южном полюсе и её велосипед

В декабре 2013 года британская путешественница Мария Лейерстам стала первым человеком, достигнувшим Южного полюса на мускулоходе от края континента, проехав по Трансантарктическому шоссе. Она использовала модифицированный серийный трёхколёсный рикамбент, при этом поставив рекорд скорости: весь путь занял 10 дней и 15 часов.

## Основные пункты
| Место                           | Район                  | миль | км   | Прим.                   |
| ------------------------------- | ---------------------- | ---- | ---- | ----------------------- |
| Полярная станция Амундсен-Скотт | Антарктическое плато   | 0    | 0    | Южный конец дороги      |
| Главная улица Мак-Мёрдо         | Шельфовый ледник Росса | 994  | 1600 | Южный въезд в Мак-Мёрдо |
| Станция Мак-Мёрдо               | Шельфовый ледник Росса | 995  | 1601 | Северный конец дороги   |